# Skrbniški svet Združenih narodov
Skrbniški svet Združenih narodov (angleško United Nations Trusteeship Council) - z Ustanovno listino Združenih narodov mu je bil zaupan nadzor nad upravo ozemelj, ki so bila postavljena pod mednarodni skrbniški sistem Združenih narodov. Glavna cilja tega sistema sta pospeševati napredek prebivalcev teh ozemelj ter njihov progresivni razvoj k samoupravi in neodvisnosti. Cilja skrbniškega sistema sta bila dosežena do te mere, da po prenehanju zadnjega skrbništva nad tihooceanskim otočjem Palav sistem?/svet že nekaj let ni operativen.